# Tintinnidae
Famille
Synonymes
- Salpingellinae pro parte
- Stelidiellinae pro parte
- Tintinninae pro parte

Les Tintinnidae sont une famille de Ciliés de la classe des Oligotrichea et de l’ordre des Oligotrichida.

## Étymologie
Le nom de la famille vient du genre type Tintinnus, dérivé du latin tintinn-, « clochette », en référence à la forme des lorica de ce cilié.

## Description
Les Tintinnidae ont une taille moyenne (80 à 200 µm) à grande (>200 µm). Ils vivent dans une lorica allongée, typiquement tubulaire et dont les deux extrémités sont ouvertes chez certaines espèces. L’extrémité orale de la lorica est souvent évasée, lisse ou denticulée La paroi de la lorica est mince, hyaline, probablement unilaminaire, apparaissant homogène avec des couches internes et externes claires. La lorica est fréquemment ornementée en surface sous forme de crêtes, lesquelles peuvent être en spirale.

## Habitat
Les Tintinnidae vivent principalement en milieu marin, strictement pélagiques. Cependant, quelques espèces vivent en eau saumâtre.

## Liste des genres
Selon GBIF (22 juillet 2024) :
- Acanthostomella Jørgensen, 1927
- Albatrossiella Kofoid & Campbell, 1929
- Amphorella Léger, 1892, Nomen illegitimum
- Amphorellopsis Kofoid & Campbell, 1929
- Amphorides Strand, 1928
- Brandtiella Kofoid & Campbell, 1929
- Bursaopsis Kofoid & Campbell, 1929
- Canthariella (Kofoid & Campbell, 1929)
- Dadayiella Kofoid & Campbell, 1929
- Daturella Kofoid & Campbell, 1929
- Eutintinnus Kofoid & Campbell, 1939
- Membranicola Li et al., 2016
- Odontophorella Kofoid & Campbell, 1929
- Ormosella Kofoid & Campbell, 1929
- Rhabdosella Kofoid & Campbell, 1939
- Salpingacantha Kofoid & Campbell, 1929
- Salpingella Jörgensen, 1924
- Salpingelloides Campbell, 1942
- Steenstrupiella Kofoid & Campbell, 1929
- Stelidiella Kofoid & Campbell, 1929
- Stenosemella Jörgensen, 1924
- Tintinnidium  Kent, 1881
- Tintinnus  Schrank, 1803 genre type
  - Espèce type : Tintinnus inquilinus (O.F. Müller, 1776) Schrank, 1803
- Tintinus = Tintinnus

Selon Lynn (2010) :
- Albatrossiella Kofoid & Campbell, 1929
- Amphorellopsis Kofoid & Campbell, 1929
- Amphorides Strand, 1928
- Brandtiella Kofoid & Campbell, 1929
- Bursaopsis Kofoid & Campbell, 1929
- Buschiella Corliss, 1960
- Canthariella Kofoid & Campbell, 1929
- Clevea Balech, 1948
- Dadayiella Kofoid & Campbell, 1929
- Daturella Kofoid & Campbell, 1929 [nomen dubium]
- Epicranella Kofoid & Campbell, 1929
- Eutintinnus Kofoid & Campbell, 1939
- Funnela Li & Zhang, 2006 (fossile)
- Odontophorella Kofoid & Campbell, 1929
- Ormosella Kofoid & Campbell, 1929
- Proamphorella Kofoid & Campbell, 1939
- Prostelidiella Kofoid & Campbell, 1939
- Rhabdosella Kofoid & Campbell, 1929
- Salpingacantha Kofoid & Campbell, 1929
- Salpingella Jörgensen, 1924
- Salpingelloides Campbell, 1942
- Steenstrupiella Kofoid & Campbell, 1929
- Stelidiella Kofoid & Campbell, 1929
- Tintinnus Schrank, 1803 genre type

## Systématique
Le nom valide de ce taxon est Tintinnidae Claparède & Lachmann, 1858.